# Tandaradei!
Tandaradei! – opowiadanie Andrzeja Sapkowskiego z gatunku fantasy z elementami horroru. Opublikowane po raz pierwszy w 1991. Fabuła przedstawia przemianę bohaterki z nieśmiałej introwertyczki w agresywną morderczynię.

## Historia
Opowiadanie powstało w grudniu 1990 i zostało udostępnione czytelnikom w 1991, w informatorze konwentowym (Polcon-Cracon-Eurocon’91). Następnie ukazało się w czasopiśmie „Fenix” 1/1992. W druku zwartym ukazało się w zbiorze Coś się kończy, coś się zaczyna (superNOWA 2000) i  jego poszerzonym wydaniu Maladie i inne opowiadania (superNOWA 2012).

## Fabuła
Główna bohaterką opowiadania jest Monika Szreder, introwertyczka i miłośniczka poezji. Akcja rozgrywa się na Kujawach latem. Monika nawiązuje romans z innym turystą, ale następnie zostaje przez niego zdradzona; równocześnie interesuje się nią demon. Monika współpracuje z demonem, mszcząc się na tych, którzy ją skrzywdzili.

## Odbiór
Mirosław P. Jabłoński o opowiadaniu napisał, że „Inteligentny, liryczny tekst odznacza się, poza innymi przymiotami, znakomicie i precyzyjnie dawkowanym napięciem dramaturgicznym”.
Recenzent portalu Poltergeist (polter.pl), opisując w 2012 zbiór Maladie i inne opowiadania, tak samo jak podobne, Muzykanci, ocenił negatywnie, pisząc, że są to najsłabsze opowiadania w zbiorze i podsumowując: „Ich główny grzech to całkowity brak suspensu, przez co opowiadania są […] nudne. Obserwujemy jakichś bohaterów, w tle dzieje się coś mrocznego, ale nie bardzo wiemy co, a gdy już się dowiadujemy, to okazuje się, że jednak nic ciekawego”. O Tandaradei! specyficznie napisał, że „koncept na to opowiadanie był tak prosty, że siłą rzeczy nie dało się z niego wiele wycisnąć”.

## Analiza
Jest to  jedno z nielicznych opowiadań Sapkowskiego w konwencji horroru. Sam autor we wstępie do opowiadania zaliczył je do gatunków fantasy i horroru i opisał swoją inspirację – tekst You Are My Sunshine Tanith Lee.
Według Doroty Ucherek, najciekawsza w opowiadaniu jest główna bohaterka i jej przemiana z nieśmiałej introwertyczki w agresywną i pewną siebie zabójczynię. Utwór zalicza do horroru psychologicznego.
Istotną rolę w opowiadaniu odgrywa poezja średniowiecznego poety i trubadura Walthera von der Vogelweide.